# Zaragoza, Vanegas
Zaragoza är en ort i Mexiko.   Den ligger i kommunen Vanegas och delstaten San Luis Potosí, i den centrala delen av landet, 500 km norr om huvudstaden Mexico City. Zaragoza ligger 1 884 meter över havet och antalet invånare är 554.
Terrängen runt Zaragoza är varierad, och sluttar österut. Runt Zaragoza är det mycket glesbefolkat, med 2 invånare per kvadratkilometer. Zaragoza är det största samhället i trakten. Omgivningarna runt Zaragoza är i huvudsak ett öppet busklandskap.